# 过度工程化
过度工程化，也称性能过剩、过度设计，是指产品设计的比使用期望有更大的稳健性（強健性）或性能，或者不必要的复杂度。
过度工程化多半是因為提昇安全係數、增加機能、或是克服一些（使用者可能較不在意的）性能缺陷。若是在一些要求安全性或是性能的應用（例如太空船），或是需要廣泛功能的軟體（例如診斷設備），會希望產品过度工程化。
从价值工程角度，性能过剩是人、物、时间等资源的浪费。極簡主義设计哲学认为“少即是多”。违反了KISS原则。若以軟體工程的角度來看，过度工程化属于一种反模式。 